# Scatella brevis
Scatella brevis är en tvåvingeart som beskrevs av Harrison 1964. Scatella brevis ingår i släktet Scatella och familjen vattenflugor. Inga underarter finns listade i Catalogue of Life.